# Tom Carnase
Thomas Paul „Tom“ Carnase (* 15. September 1939 in der Bronx, New York City) ist ein US-amerikanischer Schriftdesigner, Grafikdesigner und Typograf.

## Leben und Werk
Tom Carnase schloss 1959 ein Studium am New York City Community College ab und arbeitete anschließend bei Sudler & Hennessey. In den 1960ern eröffnete er das Studio für Schriftentwurf Bonder & Carnase Inc. Carnase und Alan Peckolick (1940–2017) arbeiteten zusammen mit der 1964 durch Herb Lubalin gegründeten Agentur Lubalin Inc., die dieser bis 1969 betrieb. Von 1969 bis 1979 war Carnase Vizepräsident und Partner der Agentur Lubalin, Smith, Carnase Inc. 1979 gründete er das Carnase Computer Typography studio. 1980 wurde er Mitbegründer und Präsident des World Typeface Center Inc. (WTC) und gab von 1982 bis 1987 das Magazin Ligature heraus.
Carnase entwarf neben Schriften auch Grafiken für Verpackungen und Ausstellungen, sowie Corporate Identities und Logos für renommierte Kunden. 
Er lehrte an mehreren namhaften Universitäten in den USA.
Tom Carnase stellte alle Originalzeichnungen für die Light-, Demi- und Bold-Schnitte der von seinem Partner Herb Lubalin entworfenen Schrift Avant Garde her. WTC Our Bodoni (eine Neuinterpretation der Bodoni)
wurde 1989 von Tom Carnase unter der Leitung von Massimo Vignelli entworfen und vom WTC digital realisiert. Weitere von ihm entworfene Schriften sind: ITC Busorama (1970), WTC Carnase Text, WTC Favrille, WTC Goudy, 223 Caslon, LSC Book, WTC Our Futura, WTC 145; mit Ronne Bonder: Bolt, Gorilla, Grizzly, Grouch, Honda, Machine, Manhattan, Milano Roman, Tom’s Roman und Pioneer.